# من آتال هستم
من آتال هستم (به هندی: Main Atal Hoon) یک فیلم هندی زندگی‌نامه‌ای زبان هندی است که در سال ۲۰۲۴ اکران گردید، نویسنده فیلم ریشی ویرمانی است و کارگردانی آن را راوی جادهاو بر عهده داشت. بازیگر اصلی فیلم پانکاج تریپاتی است که نقش نخست‌وزیر سابق هند، آتال بیهاری واجپایی را بازی می‌کند. فیلم در روز ۱۹ ژانویه ۲۰۲۴ در هند اکران شد.